# 克雷森特
克雷森特，是西班牙加利西亚自治区蓬特韦德拉省的一个市镇。 总面积58平方公里，总人口2677人（2001年），人口密度46人/平方公里。